# Hans Jørgen Weyle
Hans Jørgen Weyle, född okänt år, död 1820, var en dansk balettdansare. Han var engagerad vid den Den Kongelige Ballet 1800-1820, och en av Danmarks första inhemska koreografer.
Vid sekelskiftet 1800 nämns sju dansare som de främsta medlemmarna ur den danska baletten, av vilka tre kvinnliga: Marie Christine Björn, Margrethe Schall och Juliette Birouste, och fyra manliga: Antoine Bournonville, Carl Dahlén, Lars Poulsen och Hans Jörgen Weyle.